# Medun

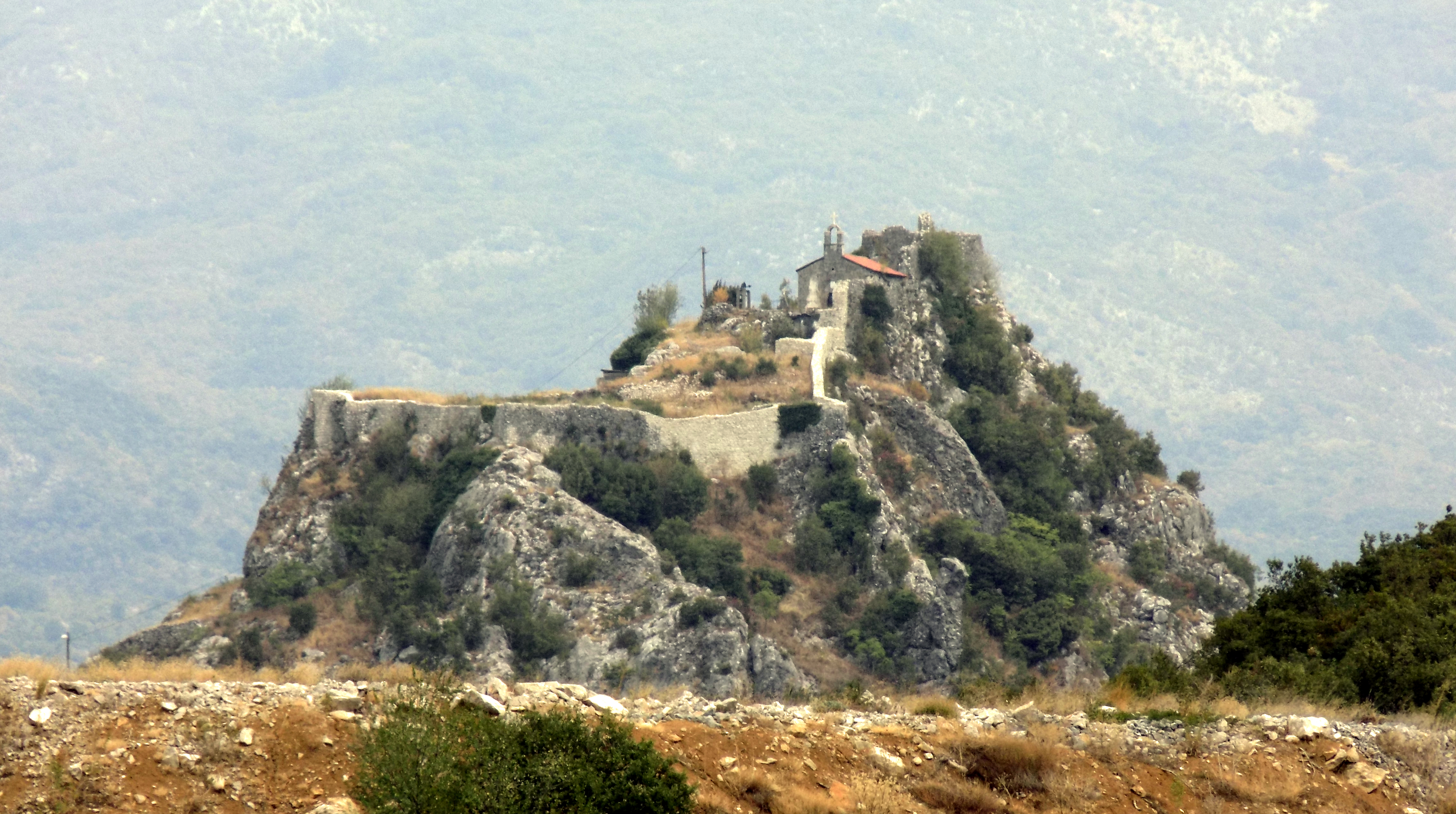
Les vestiges de la forteresse et l'église construite plus tard sur l'ancien site de Meteon

Medun (en serbe cyrillique : Медун) est un village de l'est du Monténégro, dans la municipalité de Podgorica.

## Histoire

### Époque antique et romaine
Medun était une vieille ville et une forteresse, située à 13 kilomètres au nord-est de Podgorica, au Monténégro. Elle a été érigée à l'origine comme une forteresse, plus tard entre le IVe et le IIIe siècle av. J.-C., elle devient une ville grâce aux Illyriens vivant dans la région. Elle était connu sous le nom de Medeon (grec ancien: Μεδεών), Meteon ou Modunense .

### Époque contemporaine
C'est à Medun qu'est né Marko Miljanov écrivain monténégrin et chef du clan Kuči. Il existe un musée à son sujet à Medun.

## Démographie

### Évolution historique de la population
| 1948 | 1953 | 1961 | 1971 | 1981 | 1991 | 2003 |
| ---- | ---- | ---- | ---- | ---- | ---- | ---- |
| 227  | 210  | 192  | 168  | 121  | 107  | 108  |

### Répartition de la population par nationalités dans la ville

Attractions
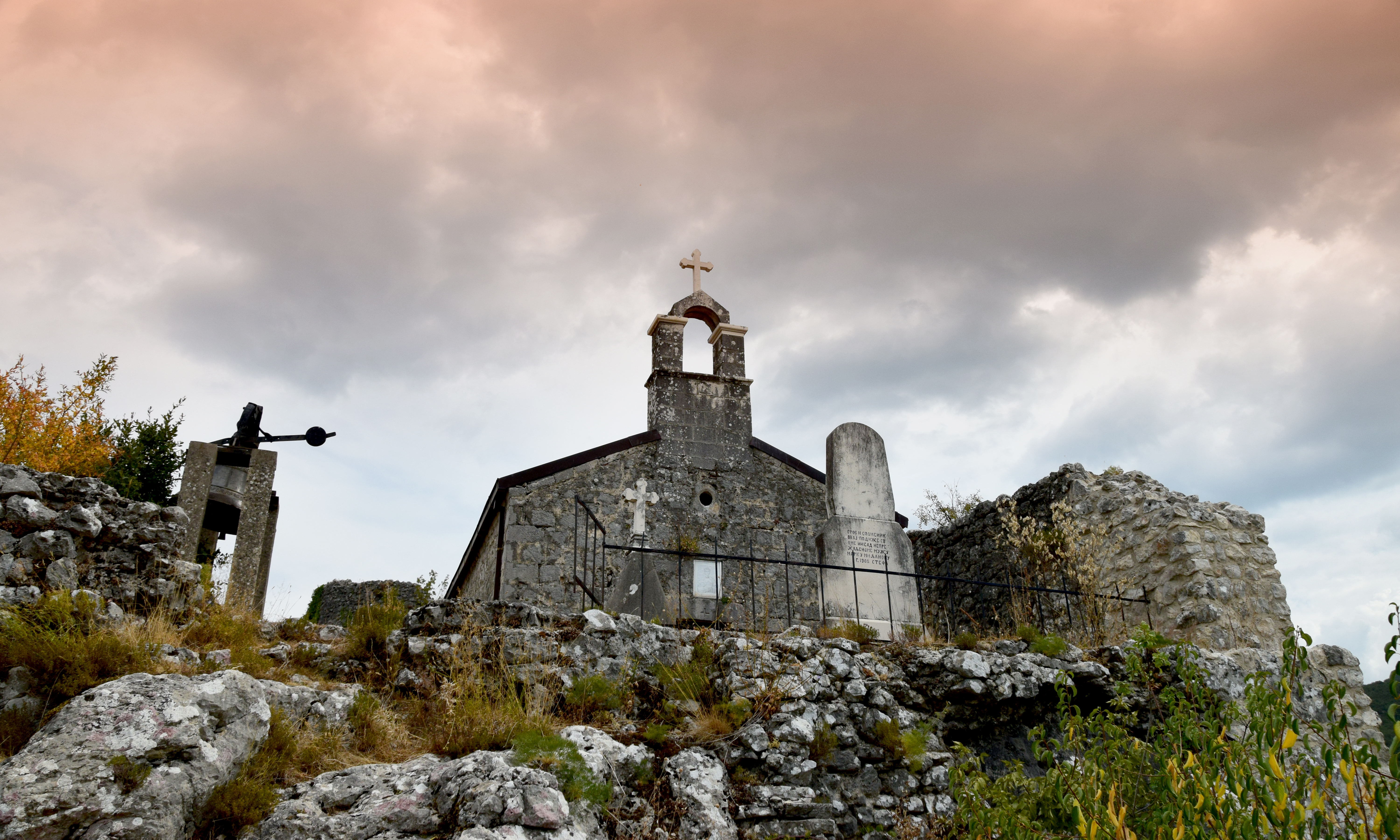
Église de la forteresse de Meteon
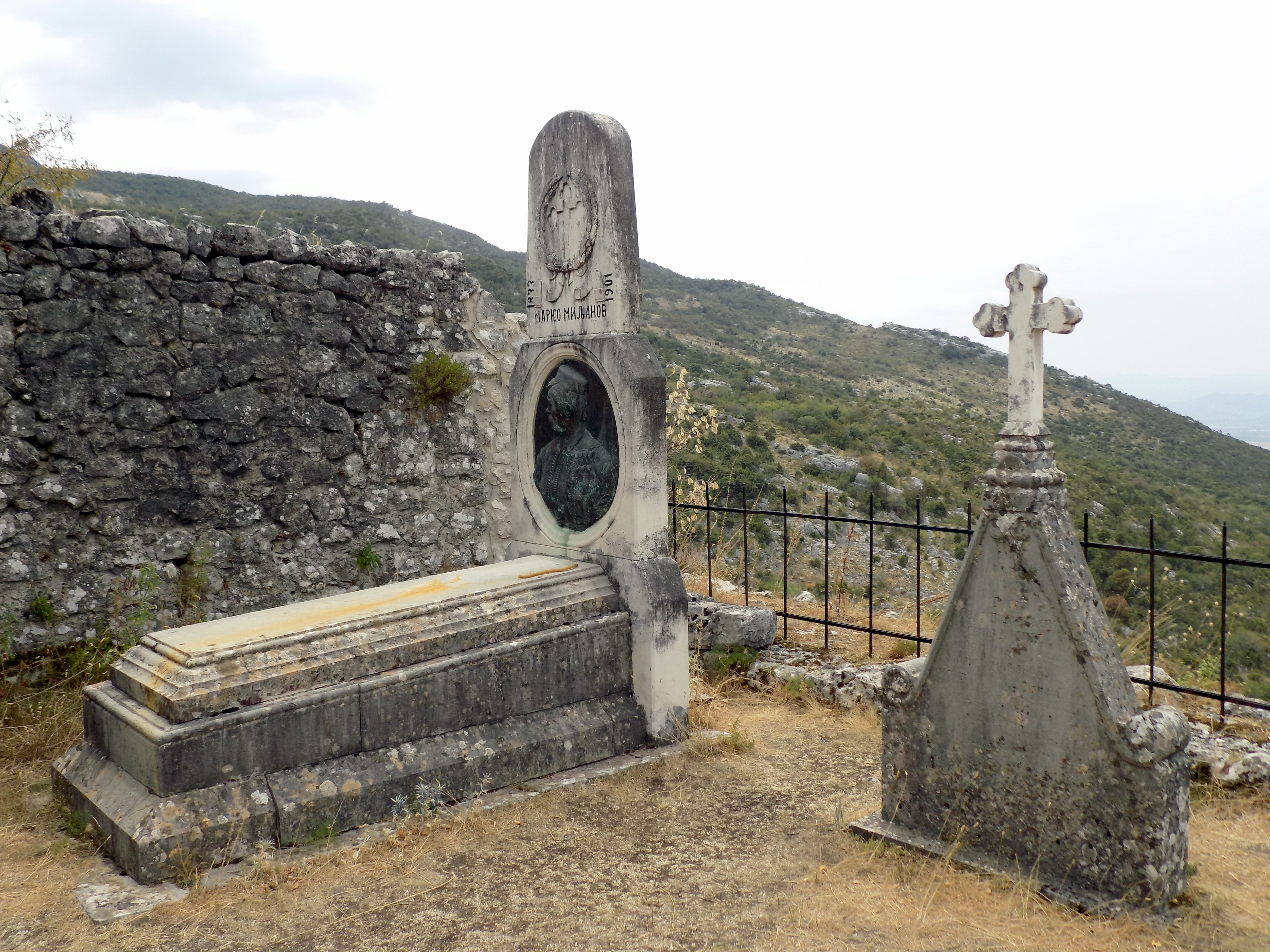
Tombeau de Marko Miljanov (à gauche le monument érigé par sa femme Stefa et à droite un monument érigé par le peuple)
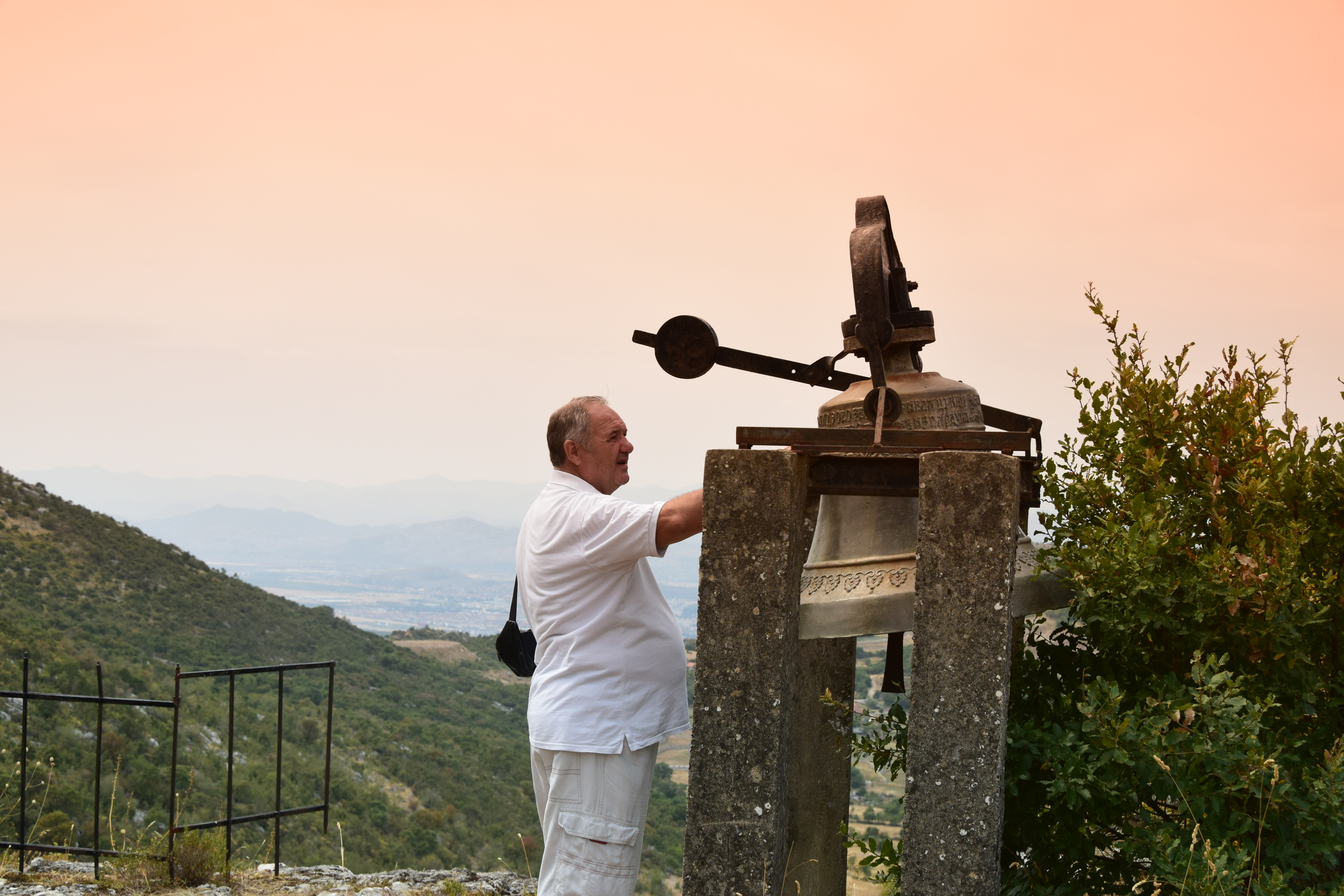
Cloche de l'ancienne église de Meteon
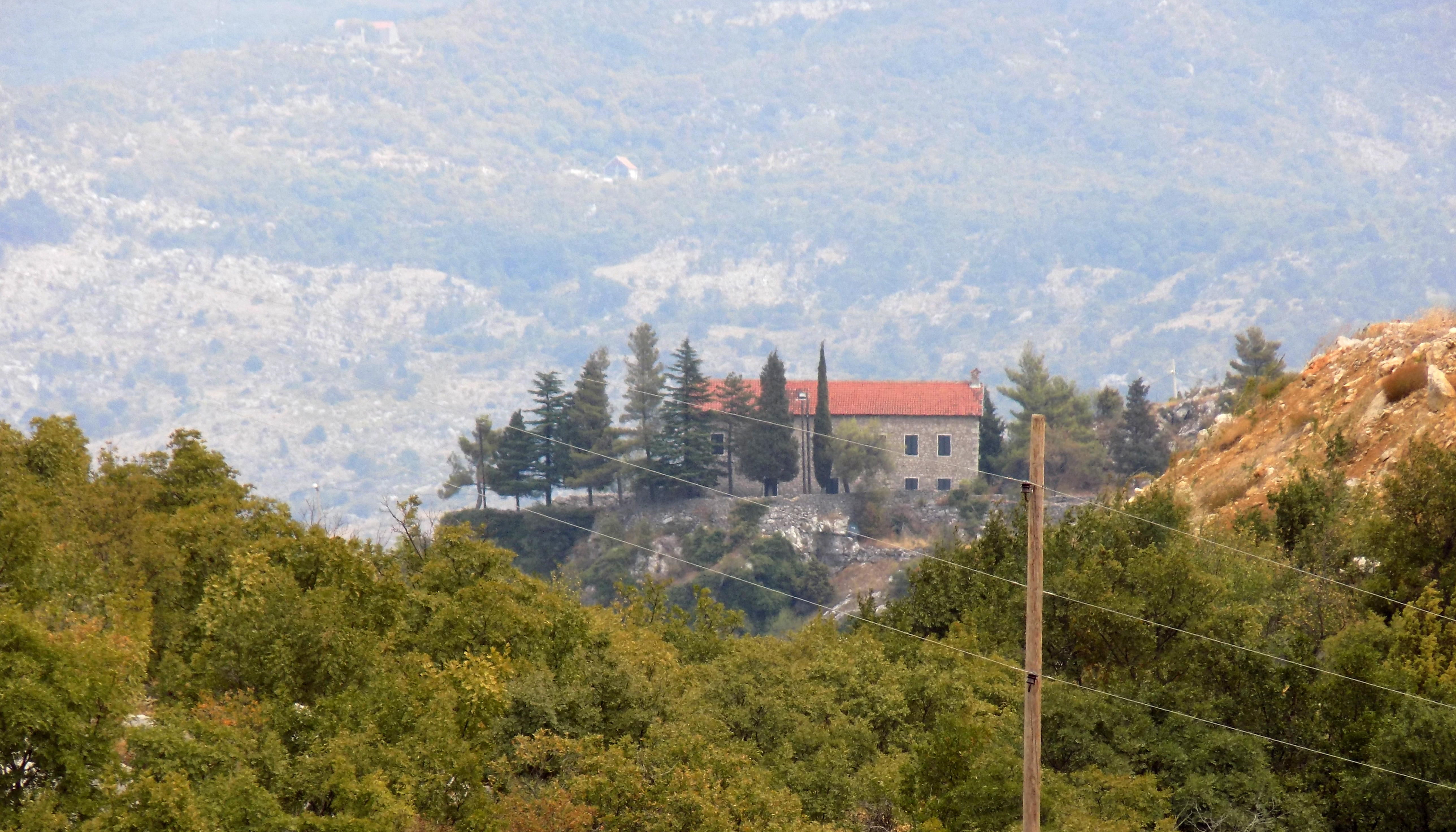
Musée de Marko Miljanov